# سفارت آمریکا در تهران
سفارت آمریکا در تهران، تنها نماینده سیاسی ایالات متحده آمریکا در ایران تا قبل از ماجرای سفارت آمریکا بود. لانهٔ جاسوسی نامی است که بعد از انقلاب ۱۳۵۷ و اشغال سفارت آمریکا در تهران بر روی این سفارت قرار داده‌ شد. امروزه این بنا با نام «موزهٔ ۱۳ آبان» برای تماشای علاقه‌مندان در دسترس عموم است.
هم‌اکنون سفارت سوئیس در تهران، مسئولیت حفاظت منافع آمریکا در ایران را برعهده دارد.

## محدوده و ساختمان سفارت

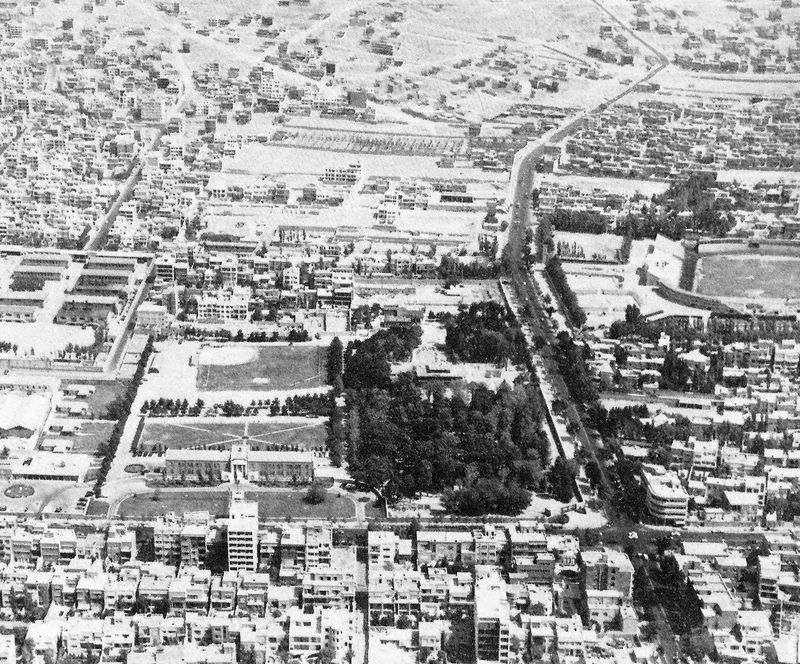
عکس هوایی از محوطه اصلی سفارت سابق آمریکا در تهران و فاصله کوتاه آن تا ورزشگاه امجدیه. (تصویر مربوط به دهه‌های میانی سده بیستم میلادی)

این سفارت در تقاطع خیابان‌های مفتح و طالقانی در زمینی به مساحت ۴۴ هزار متر مربع قرار دارد.
معمار ساختمان این سفارت که در ۱۹۴۸ ساخته شد، شخصی به نام وان در گراکت (به انگلیسی: Ides van der Gracht) بود که سفارت آمریکا در آنکارا را نیز طراحی کرده بود. طرح ساختمان به دلیل شباهت به طرح دبیرستان‌های آمریکایی در دهه ۱۹۳۰ و ۱۹۴۰ آمریکا، توسط کارکنان آن «هندرسون‌های» (به انگلیسی: Henderson High) لقب گرفت. «هندرسون‌های» در انگلیسی آمریکایی عامیانه بمعنای «دبیرستان هندرسون»، و لوی هندرسون (به انگلیسی: Loy Henderson) نام سفیر آمریکا در سال ۱۹۵۱ در زمان پس از ساخت آن بود.
امروزه ساختمان‌های جدید در داخل محوطه سفارت ایجاد شده و بیشتر ساختمان‌های سفارت تغییر کاربری داده‌اند. ساختمان دوطبقه محل زندگی سفیر آمریکا به محلی دست‌نخورده و متروکه تبدیل شده‌است. برخی از ساختمان‌های قسمت شمالی سفارت تبدیل به سالن‌های ورزشی شده‌اند. یکی از ساختمان‌های نیمه جنوبی سفارت نیز به کتابفروشی تبدیل شده‌است. بر روی دیوارهای سفارت نیز شعارنویسی‌هایی با مضامین مرتبط با انقلاب ایران و نفی آمریکا دیده می‌شود.
در زمان جنگ ایران و عراق این مجموعه به سپاه پاسداران واگذار شد و از جمله مراکز آموزشی نظامیان جنگ بود. امروزه به عنوان ساختمان مرکزی بسیج دانشجویی کشور می‌باشد.

## اشغال سفارت آمریکا
در ایران سفارت آمریکا به تاریخ ۱۳ آبان ۱۳۵۸ توسط دانشجویان پیرو خط امام اشغال شد و از آن پس سفارت آمریکا را با نام لانه جاسوسی نامیدند.

## بعد از اشغال سفارت
در حال حاضر سفارت سوئیس مسئولیت حفاظت از منافع آمریکا در ایران را بر عهده دارد. دولت آمریکا در تاریخ ۶ دسامبر ۲۰۱۱ اقدام به تأسیس سفارتخانه مجازی آمریکا در تهران بر روی اینترنت کرد. در تاریخ ۱۵ آذر ماه ۱۳۹۰ سفارت مجازی ایالات متحده آمریکا به دو زبان فارسی و انگلیسی آغاز به کار کرد. یک روز پس از راه‌اندازی «سفارت‌خانه مجازی آمریکا در تهران»، این سایت اینترنتی در ایران مسدود شد. خبرگزاری مجلس ایران ایجاد این سفارت‌خانه اینترنتی را «فریبکاری جدید شیطان بزرگ» خواند.

### دیوارنگاره‌های تبلیغی
در سال‌های بعد از انقلاب ۱۳۵۷، دیوارهای آجری اطراف سفارت پیشین آمریکا به دلیل نقاشی‌های دیواری ضد آمریکایی مورد توجه بوده‌اند. طرح این دیوارنگاره‌ها در زمان‌های مختلف با توجه به مناقشه‌های در جریان حکومت ایران و آمریکا تغییر کرده‌است.
در سال ۱۳۹۲ همزمان با مذاکرات اتمی ایران با ۱+۵ طرحی که «صداقت آمریکایی» نام داشت بر دیوار سفارت آمریکا نقش بست. این طرح که در اصل توسط مؤسسهٔ اوج وابسته به سپاه پاسداران طراحی شده‌بود حاوی این پیام بود که مذاکره با آمریکا بی‌فایده است چون آن‌ها صداقت ندارند.
در سال ۱۳۹۸ و چند روز پیش از فرا رسیدن سالگرد اشغال سفارت، با حضور حسین سلامی فرماندهٔ کل سپاه از نقاشی‌های جدید این دیوارها رونمایی شد. تصاویری از یک مجسمهٔ فروپاشیده آزادی، یک پهپاد آمریکایی که در حال غرق شدن در دریایی از خون است، گل حمید استیلی به تیم فوتبال آمریکا که در آن توپ فوتبال به شکل مشت گره‌کرده درآمده و طرح‌هایی با لوگوی کمپانی‌های مشهور آمریکائی نظیر مک‌دونالد، والت دیزنی، لاکهید مارتین از جمله دیوارنگاره‌های جدید هستند.

## نگارخانه

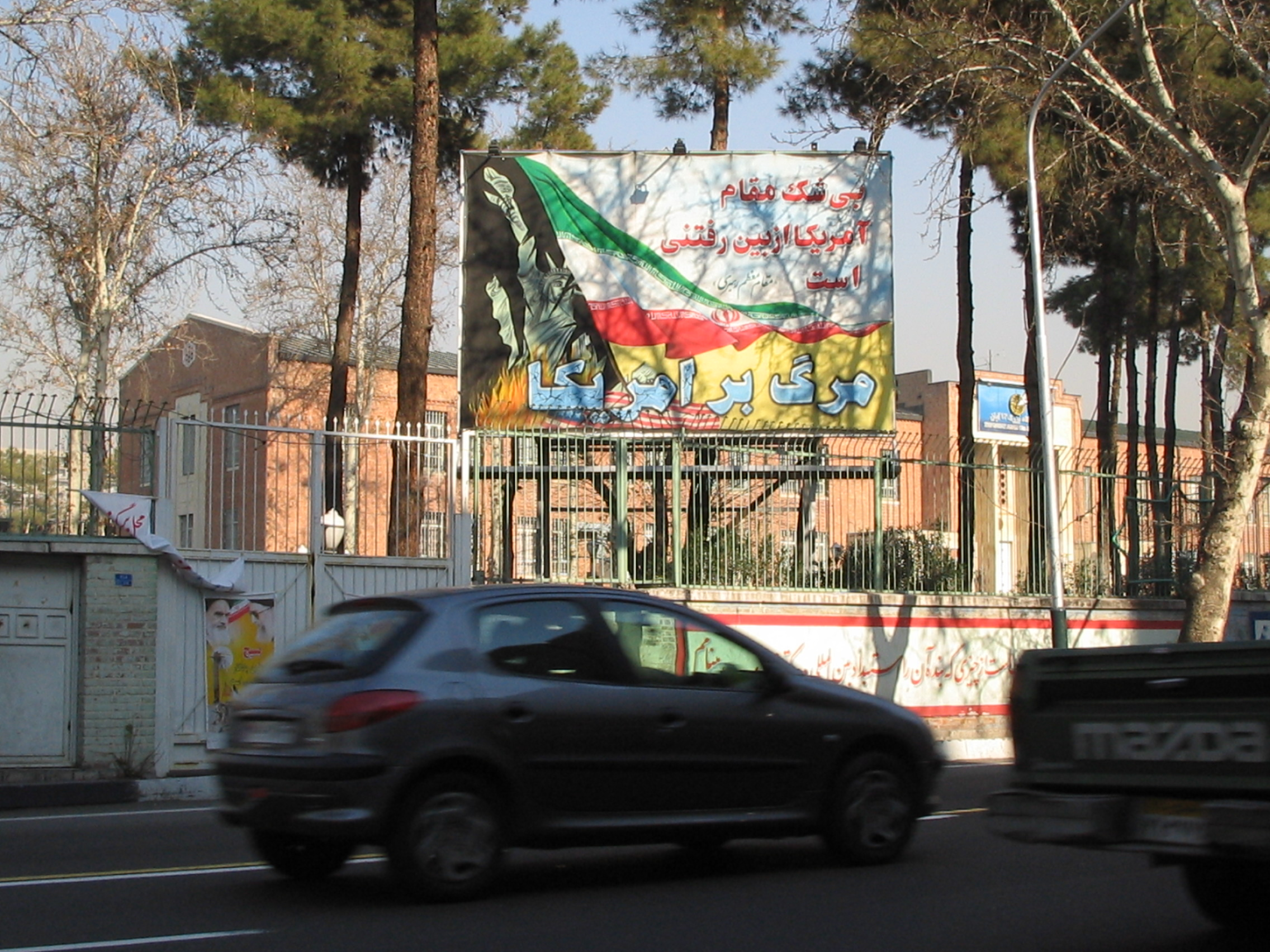
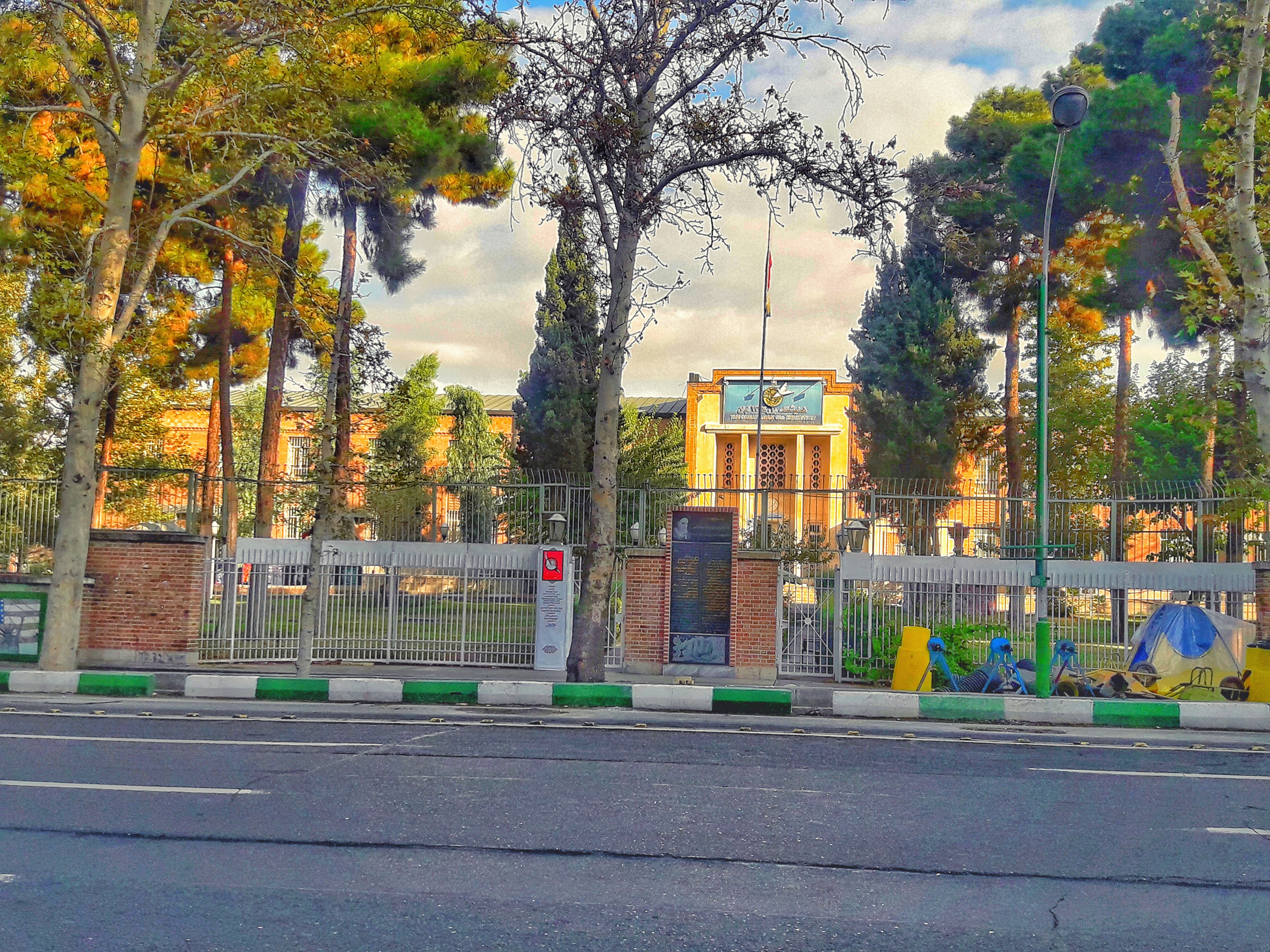